# هوخشاید

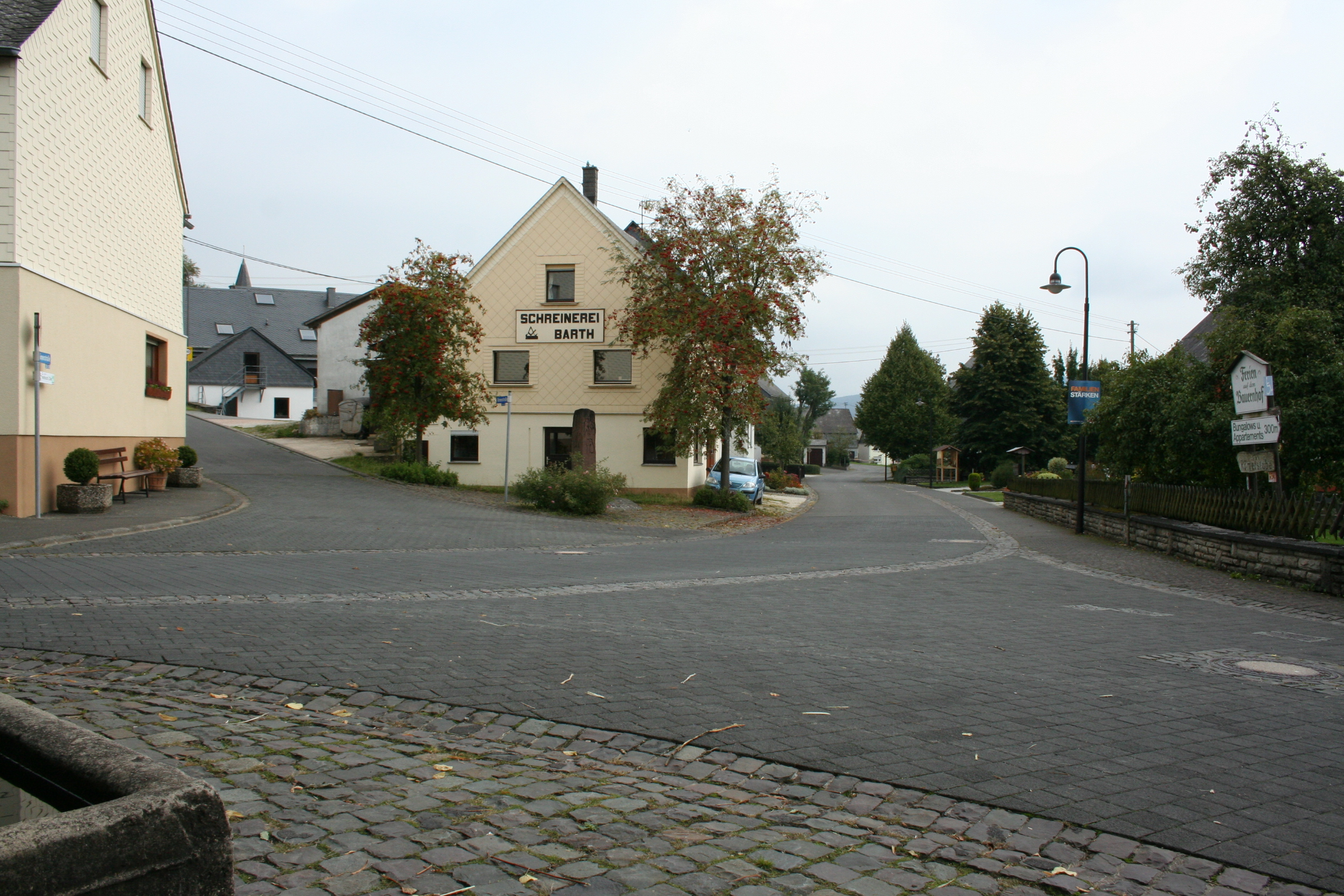
شهر هوخشاید

هوخشاید (به آلمانی: Hochscheid) یک شهر در آلمان است که در برنکاستل-ویتلیش واقع شده‌است. هوخشاید ۲۵۰ نفر جمعیت دارد.